# Cromodinamică cuantică
Cromodinamica cuantică, abreviat QCD (din engleză: Quantum ChromoDynamics), este teoria interacțiunii tari. QCD este o teorie cuantică a câmpurilor în care hadronii apar ca particule compuse din quarkuri, iar interacțiunea este mediată de bosonii de calibrare (gauge bosons) numiți gluoni; „sarcina tare” pe care o posedă quarkurile (analogă sarcinii electrice din electrodinamica cuantică) este denumită convențional culoare.
Interacțiunea tare se distinge de celelalte interacțiuni fundamentale prin aceea că ea rămâne intensă la distanțe mari, având drept urmare restricționarea quarkurilor⁠(en)[traduceți], însă tinde către zero la limita energiilor înalte (distanțe mici), ceea ce se manifestă ca libertate asimptotică⁠(en)[traduceți] a quarkurilor.